# Montipora gracilis
Montipora gracilis is een rifkoralensoort uit de familie van de Acroporidae.